# Пам'ятник жертвам Голодомору 1932—1933 років (Суми)

Пам'ятник жертвам Голодомору 1932—1933 років у Сумах

Пам'ятник жертвам Голодомору 1932—1933 років у Сумах — пам'ятний знак на вшанування жертв Голодомору в Україні (1932—1933) у обласному центрі місті Суми.

## Загальні дані
Пам'ятний знак жертвам Голодомору 1932—1933 років у Сумах встановлено на вулиці Степана Бандери в сквері Пам'яті Жертв Голодомору неподалік Сумського автовокзалу, на околиці міста.
Автори проекту — член Національної спілки художників скульптор Олег Прокопчук та член Національної спілки дизайнерів І. Абрамов; архітектурну прив'язку виконав член Національної спілки художників архітектор О. Дяченко.

## Опис
Пам'ятник жертвам Голодомору в Сумах це образ традиційної української оселі з трисхилою стріхою, від якої зосталося тільки дві стіни (паралельні стели) — біла, що є ознакою колишнього достатку та родючості, і чорна як символ злиднів і відчаю, які приніс комуністичний терор голодом.
Посередині хати розташована бронзова людська постать — символічний силует жінки, яка схопилася руками за голову. Жорна з колосками, що лежать під ногами жінки — символічне втілення українського достатку та рясного врожаю, що були конфісковані окупантом. Піраміда на задньому плані символізує вічну пам'ять загиблим від рук російських комуністів.
Рішення про спорудження цього пам’ятника було прийняте у 2007 році Сумською облдержадміністрацією спільно із Сумським міськвиконкомом. Він розташований у сквері Пам`яті жертв Голодомору 1932-1933 років в Україні (раніше сквер імені Баумана, що був перейменований 12 травня 2008р.).
Площа пам’ятника – 30 кв. м., а прилегла площа (700 кв. м) вимощена плиткою. Загальна висота монумента дорівнює 8 метрам.
На одній з паралельних стел («білій стіні будинку») — напис «Невимовний біль, тугу приносимо на вічну пам'ять і спокій жертвам Голодомору».

## З історії монумента
Проект пам'ятника Голодомору в Сумах було відібрано за результатами конкурсу.
Пам'ятний знак відкрито у День пам'яті жертв голодомору та політичних репресій 22 листопада 2008 за відсутності Президента України Віктора Ющенка, який критикував периферійне розташування монумента.